# Beverwijk
Beverwijk là một đô thị của Hà Lan. Beverwijk thuộc tỉnh Noord-Holland ở nửa phía bắc Hà Lan. Beverwijk có diện tích đất 18,57 km², dân số năm 2007 là 36.820 người. Thị xã có cự ly khoảng 20 kilômét (12 mi) về phía tây bắc Amsterdam ở vùng đô thị Randstad, phía bắc kênh đào Biển Bắc gần bờ Biển Bắc. Có một đường hầm đường sắt và hai đường hầm đường bộ qua kênh đào giữa Beverwijk và thành phố Haarlem ở bờ nam.

## Các trung tâm dân cư
Đô thị Beverwijk gồm Beverwijk và Wijk aan Zee, 5 km (3,1 mi) về phía tây bên bờ biển.